# PSS (拳銃)
PSS拳銃（ロシア語:Пистолет бесшумный ПСС «Вул»：ピスタリェート・ビシュシュームヌィイ・ペー・エース・エース «ヴル»）は、1983年にソビエト連邦のソ連国家保安委員会（KGB、以下KGBと呼称）が開発した自動拳銃である。
"PSS(ПСС)"とは「特殊自動装填拳銃（Пистолет самозарядный специальный）」の略で、ロシアではこの略さない名称も一般に使用される。設計者の名前から、「レフチェンコ・ピストル」とも呼称される。GRAUインデックスは「6П28(6P28)」である。
※当項目では以下"PSS"と呼称する。

## 概要
特殊なカートリッジ（弾薬）を使う事によって、銃本体ではなく弾薬自体に消音機能を持たせた珍しい拳銃である。口径は独自規格の7.62mm×41mm弾で、装弾数は6発。内部機構はマカロフ PM拳銃に倣ったもので、ほぼ同様の機構を持つダブルアクション式のオートマチックとなっている。
使用するSP-4弾（GRAUインデックス：7N46）はS4Mと似た特殊な構造を採用している。SP-4は薬莢内に少量の燃焼剤（発射薬）と弾丸、そしてピストンの役目をする中栓が内蔵されており、発砲されると発射薬が燃焼して中栓が突き出され、それによって更に弾丸が突き出されることによって弾が発射される。この構造上、弾丸が殺傷威力を発揮するのは近距離に限定されたもので、射程も短いが、燃焼ガスが中栓によって薬莢の間に留まるため、銃口の外に出ることはなく、通常の拳銃のような大きな音を出さずに発砲出来る。

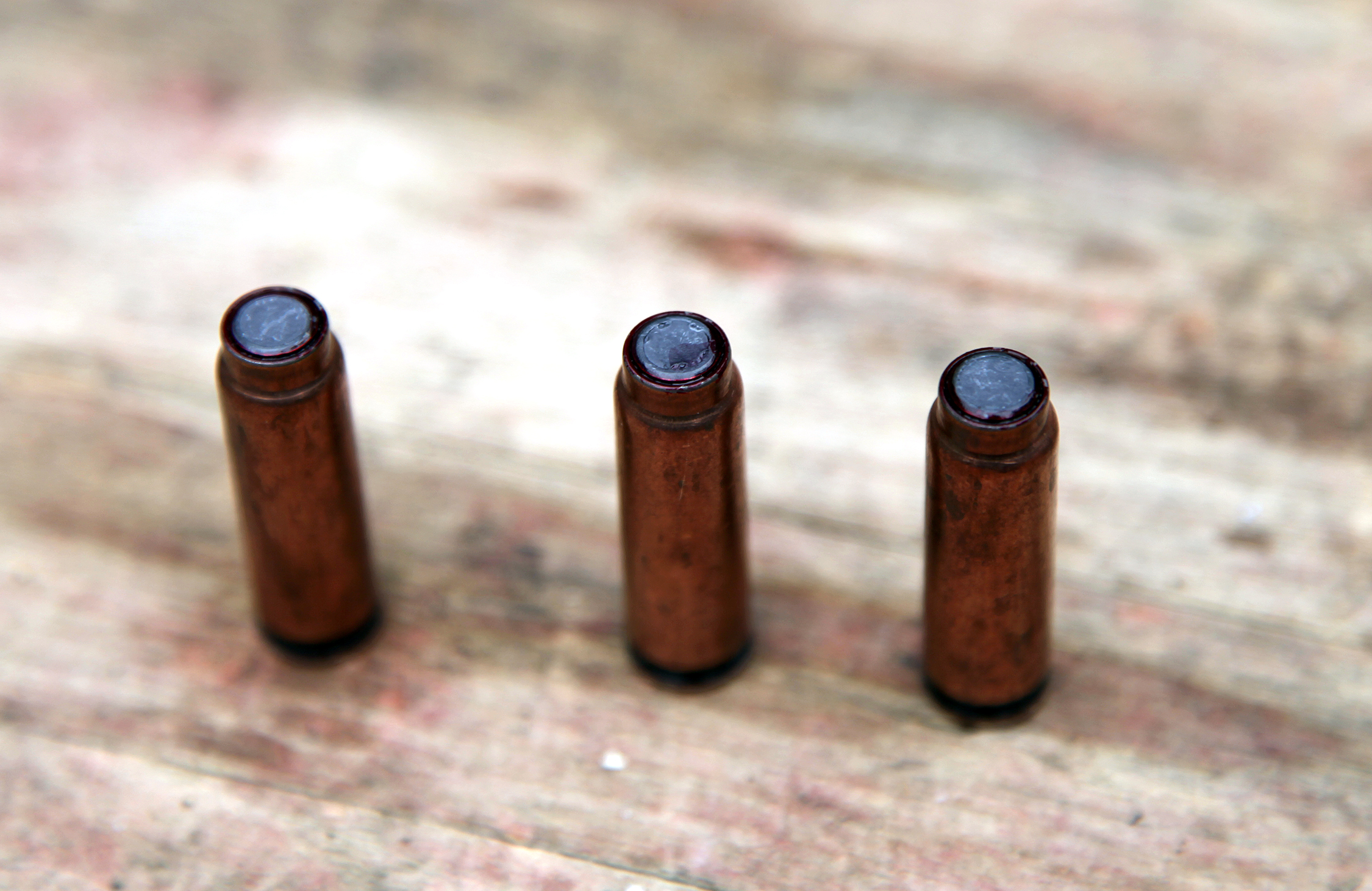
SP-4弾

## 開発・運用
ソビエト連邦では偵察及び暗殺任務にはMSP拳銃(英語版)とS4M消音拳銃を使用していた。この2つの拳銃はその任務の性格上から公表されることはなく、極秘の存在であったが、冷戦真っ只中の1970年代後半になり、ソビエト連邦のKGB要員がアメリカ中央情報局（CIA）を主導とした捜査網に掛かり、逮捕される事態が発生し、その際にS4M拳銃の存在が知られてしまう事態となった。このため、KGBが新たに1979年に暗殺及び偵察等の秘密任務用に開発したのがPSSである。開発は旧ソ連の特殊部隊向け兵器を専門に開発していた、TsNIITochMash(精密機械技術中央科学研究所)のビクトル・レフチェンコが手掛けた。
1983年からKGBやロシア連邦軍参謀本部情報総局の特殊部隊であるOSNAZに配備され、現在でもOSNAZのほか、KGBの後継機関であるロシア連邦保安庁やロシア内務省で使用されている。
21世紀に入り、弾薬をSP-4と同様の構造としつつも改良を加えた7.62x43mm SP-16弾とし、銃本体を改良したPSS-2(ПСС-2)が開発され、2011年よりPSSの後継として配備が進められている。

## 登場作品

### ゲーム
- メタルギアソリッド4
- SOCOM: U.S. Navy SEALs Portable
- STEINS;GATE 0

### 漫画作品
- 闇狩人Δ-第5~8話に登場した白神直也が使用する拳銃として登場